# 2015年阿克拉加油站爆炸火災
2015年阿克拉加油站爆炸火災，是指發生於當地時間2015年6月3日晚，於西非國家加纳首都阿克拉的一起爆炸火災。當地的一座加油站發生了大爆炸而導致火災。當地消防局在晚上9時45分接到火警通報，而大火延燒至4日清晨4時後才撲滅，也連帶燒毀了加油站附近的幾間平房。死亡人數超過百人，而消防局長證實的死亡人數為96人，受傷人數以及事故原因有待進一步調查。

## 背景
2015年6月1日起，當地開始下起連續數日的暴雨，其結果導致了洪災的發生，市區內的交通陷入癱瘓，市場交易與工業生產也因工人們受困而被迫停擺。事發前，由於一場大雨，有數以百計的民眾跑到加油站躲雨。

## 火災
6月3日，鄰近恩克魯瑪交流道，迦納石油公司（GOIL）所擁有的一座加油站發生火災，火災也燒毀了附近的「迦納商業銀行」（Ghana Commercial Bank），以及一間藥局。

## 善後
超過100名的死者與其他傷者都被轉送到37軍醫院，不過醫院很快就宣布，他們已經無法再接收更多的患者。
6月4日晚，當局稱死者已超過了200人，衛生部長Alex Segbefia表示，他去醫院訪視過後，看到傷者們有著不同程度的燒傷，他也呼籲迦納人緊急捐血，因為突然湧入的大量傷患，使得醫院血庫的存量嚴重不足，死亡人數可能還要再增加。